# 두르가
두르가(산스크리트어: दुर्गा) 또는 마 두르가(벵골어: মা দুর্গা)는 주요 힌두교 데비 여신으로, 어머니 여신 마하데비의 주요 모습으로 숭배된다. 그녀는 보호, 힘, 모성애, 파괴, 전쟁과 관련이 있다.
두르가의 전설은 평화, 번영, 다르마를 위협하는 악과 악마 세력에 맞서는 것에 초점을 맞추고 있으며, 선이 악을 이기는 힘을 상징한다. 두르가는 억압받는 자들의 해방을 위해 악인들에게 신성한 분노를 터뜨리고, 창조를 강화하기 위해 파괴를 수반한다고 믿어진다. 두르가는 어머니 같은 존재로 여겨지며, 종종 사자나 호랑이를 탄 아름다운 여성으로 묘사되며, 각 팔에는 무기를 들고 악마들을 물리친다. 그녀는 여신 중심의 종파인 샤크티파 신도들에게 널리 숭배되며, 시바파나 비슈누파와 같은 다른 종파에서도 중요하게 여겨진다.
샤크티파의 가장 중요한 경전인 데비 마하트미아와 데비 바가바타 푸라나는 데비(여신)를 우주의 원초적 창조자이자 브라흐만(궁극적인 진리와 실재)으로 숭배한다. 그녀는 힌두교의 스마르타파의 판차야타나 푸자에서 다섯 동등한 신 중 하나이다. 그녀는 또한 바가바타 푸라나에 따르면 비슈누의 여동생으로도 여겨진다.
두르가는 네팔, 인도, 방글라데시 및 다른 여러 나라에서 상당한 추종자를 가지고 있다. 그녀는 주로 봄과 가을 수확 후에 숭배되며, 특히 두르가 푸자, 두르가 아슈타미, 비자야다샤미, 디왈리, 나바라트리 축제 기간에 그렇다.

## 어원과 명칭
두르가(दुर्गा)라는 단어는 글자 그대로 "건널 수 없는", "무적의, 난공불락의"를 의미한다. 이는 "요새, 물리치거나 지나가기 어려운 것"을 의미하는 두르그(दुर्ग)라는 단어와 관련이 있다. 모니에르 모니에르-윌리엄스에 따르면, 두르가는 '두르'(어려운)와 '감'(지나가다)이라는 어근에서 파생되었다. 인도학자 알랭 다니엘루에 따르면, 두르가는 "패배를 넘어선"을 의미한다.
두르가라는 단어와 관련 용어는 리그베다 찬가 4.28, 5.34, 8.27, 8.47, 8.93, 10.127과 아타르바베다 10.1 및 12.4절과 같은 베다 문헌에 나타난다. 두르게라는 신은 타이티리야 아란야카 10.1.7절에 나타난다. 베다 문헌에서 두르가라는 단어를 사용하지만, 그 설명에는 후기 힌두 문헌에서 발견되는 그녀에 대한 전설적인 세부 사항이 부족하다.
이 단어는 마하바라타 2.451절과 라마야나 4.27.16절과 같은 고대 후기 베다 산스크리트어 문헌에서도 발견된다. 이러한 용법은 다양한 맥락에서 사용된다. 예를 들어, 두르그는 신들에게 무적이 된 아수라의 이름이며, 두르가는 개입하여 그를 죽이는 여신이다. 두르가와 그 파생어는 고대 산스크리트어 문법학자 파니니의 아슈타디야이 4.1.99절과 6.3.63절, 그리고 야스카의 니루크타 주석에서 발견된다.

### 별명
두르가는 반물소 악마 마히샤수라를 죽인 것으로 인해 흔히 마히샤수라-마르디니로 알려져 있다. 그녀는 또한 빈디야산에 거주하는 자라는 의미의 빈디야바시니로도 알려져 있다. 그녀의 다른 별명으로는 마하모하(위대한 망상), 마하수리(위대한 악마), 타마시(위대한 밤, 망상의 밤) 등이 있다.
두르가에게는 샤크티파에 많은 별명이 있으며, 그녀의 아홉 가지 이름은 (나바두르가): 샤일라푸트리, 브라마차리니, 찬드라간타, 쿠슈만다, 스칸다마타, 카티아니, 칼라라트리, 마하가우리, 싯디다트리이다. 여신을 숭배하기 위해 108가지 이름 목록이 낭송되며, 이는 "두르가 여신의 아슈토타르샤트 나마발리"로 널리 알려져 있다.
다른 의미로는 "쉽게 접근할 수 없는 자", "패배할 수 없는 여신" 등이 있다.
두르가는 고통을 없애는 자를 의미하는 두르가티 나시니로도 알려져 있다.
그녀의 다른 이름으로는 찬디카, 샤라다, 암비카, 바이슈나비 등이 있다.

## 역사와 문헌
두르가와 비슷한 형상의 증거는 아마도 인더스 문명으로 거슬러 올라갈 수 있을 것이다. 아스코 파르폴라에 따르면, 칼리방간에서 발견된 원통형 인장은 "호랑이와 관련된 두르가와 같은 전쟁 여신"을 보여준다.
신의 여성적인 본질인 데비에 대한 숭배는 힌두교 경전 중 하나인 리그베다의 10번째 만달라에 처음 나타난다. 이 찬가는 또한 데비 숙탐 찬가로도 불린다(발췌):

나는 여왕, 보물을 모으는 자, 가장 사려 깊은, 숭배받을 자격이 있는 자들 중 첫째.

     그리하여 신들은 나를 여러 곳에 많은 집을 두어 들어가 살게 하였다.

나를 통해서만 모든 이는 그들을 먹이는 음식을 먹고, – 보는 자마다, 숨 쉬는 자마다, 말하는 말을 듣는 자마다.

     그들은 알지 못하지만, 나는 우주의 본질에 거한다. 모두 들어라, 내가 선언하는 진리를.

나는 진실로, 신과 인간 모두 환영할 말을 스스로 선언하고 말한다.

     내가 사랑하는 자를 지극히 강하게 만들고, 그를 영양을 공급하며, 현자이며, 브라흐만을 아는 자로 만든다.

나는 루드라를 위해 활을 휘두르니, 그의 화살이 경배를 미워하는 자를 치고 죽이게 하라.

     나는 백성을 위해 싸움을 일으키고 명령하며, 나는 땅과 하늘을 창조하고 그들의 내면의 통제자로 거한다.

세상의 정상에서 나는 아버지인 하늘을 낳는다: 나의 집은 물속에, 어머니로서 바다에 있다.

     그곳으로부터 나는 존재하는 모든 생명체에 스며들어, 그들의 내면의 지고한 자아로서, 내 몸으로 그들을 드러낸다.

나는 어떠한 상위 존재 없이 내 뜻대로 모든 세계를 창조하였고, 그 안에 스며들어 거한다.

     영원하고 무한한 의식은 나이며, 그것은 모든 것에 거하는 나의 위대함이다.
– 데비 숙탐, 리그베다 10.125.3 – 10.125.8,

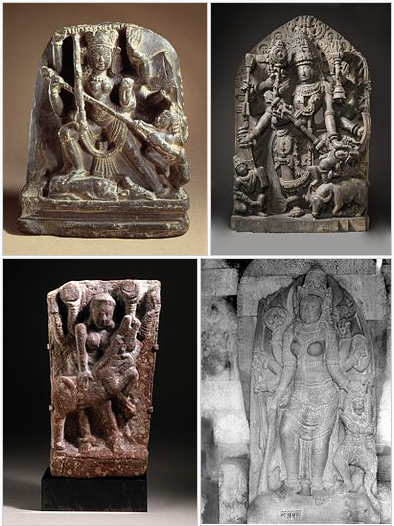
데비 마하트미아의 "물소 악마 마히샤수라를 죽이는 두르가 여신" 장면을 묘사한 작품은 인도, 네팔, 동남아시아 전역에서 발견된다. 위에서 시계 방향으로: 9세기 카슈미르, 13세기 카르나타카, 9세기 인도네시아 프람바난, 2세기 우타르프라데시주.

두르가와 동의어인 데비의 별명은 문다카 우파니샤드 1.2.4절의 칼리와 같은 우파니샤드 문헌에 나타나며, 이 문헌은 기원전 5세기경으로 추정된다. 이 유일한 언급은 칼리를 "끔찍하지만 생각만큼 빠르다"고 묘사하며, 불꽃처럼 깜빡이는 혀를 가진 붉고 연기 같은 신성한 모습으로 묘사하고, 그 후 텍스트는 자기 지식과 영원한 브라흐만의 지식을 추구해야 한다는 논지를 제시하기 시작한다.
두르가는 다양한 형태로 고대 인도의 서사시 시대, 즉 서기 초반 수세기경에 독립적인 신으로 나타난다. 마하바라타의 유디슈티라와 아르주나 인물 모두 두르가에게 찬가를 바친다. 그녀는 비슈누의 송가 형태와 프라듀므나의 기도에서 하리밤사에 나타난다. 기원 1천년기 초부터 후기까지의 다양한 푸라나는 두르가와 관련된 일관성 없는 전설의 장을 할애한다. 이들 중 마르칸데야 푸라나와 데비-바가바타 푸라나는 두르가에 대한 가장 중요한 문헌이다. 데비 우파니샤드 및 다른 샤크타 우파니샤드는 대부분 9세기 이후에 작성된 것으로 추정되며, 두르가를 데비 및 다른 별명으로 브라흐만 및 아트만(자아, 영혼)과 동일시하는 철학적, 신비적 사변을 제시한다.
나라다 푸라나에서 두르가는 락슈미의 한 형태로 연관된다. 가루다 푸라나와 비슈누 푸라나에서 락슈미는 프라크리티(마할락슈미)로 간주되며 스리, 부, 두르가의 세 가지 형태로 식별된다. 판차라트라 텍스트인 락슈미 탄트라에서 락슈미는 두르가를 그녀의 형태 중 하나로 가지고 있으며, 악마 두르가마수라를 죽인 후 두르가라는 이름을 얻는다. 이 텍스트들은 두르가를 비슈누의 마야로 식별한다.
샹카라의 마히샤수라 마르디니 스토트라는 그녀를 찬양하기 위해 쓰여졌다.

### 기원
역사가 라마프라사드 찬다는 1916년에 두르가가 인도 아대륙에서 시간이 지남에 따라 진화했다고 주장했다. 찬다에 따르면, 두르가의 원시적 형태는 "히말라야와 빈디야 산맥 거주민들이 숭배하던 산악 여신"과 전쟁 여신으로 개념화된 아비라스 신의 혼합주의의 결과였다. 두르가는 이후 모든 것을 파괴하는 시간의 의인화인 칼리로 변모했으며, 그녀의 측면은 원초적 에너지(아디 샤크티)로 나타나 윤회 개념에 통합되었고, 이 아이디어는 베다 종교, 신화 및 철학의 토대 위에 구축되었다. 힌두교에는 총 9가지 두르가 여신의 아바타라가 있다.
비문학적 증거는 두르가가 그 기원과 상관없이 고대의 여신임을 나타낸다. 6세기 CE 초기 싯담아트리카 문자로 된 비문, 예를 들어 마우카리 시대의 나가르주니 언덕 동굴에서 발견된 비문은 이미 마히샤수라(물소-하이브리드 악마)에 대한 그녀의 승리 전설을 언급한다.
두르가는 학자들이 기원후 400년에서 600년 사이로 다양하게 추정하는 고전 힌두교 문헌인 데비 마하트미아가 작성될 무렵에는 악마를 죽이는 여신으로 잘 확립되어 있었을 것이다. 데비 마하트미아와 다른 신화들은 마히샤수라로 상징되는 악마 세력의 본성이 형태와 전략을 변화시키고 적응하여 어려움을 만들고 사악한 목적을 달성하는 반면, 두르가는 차분하게 악을 이해하고 대응하여 자신의 엄숙한 목표를 달성한다고 묘사한다.

## 전설

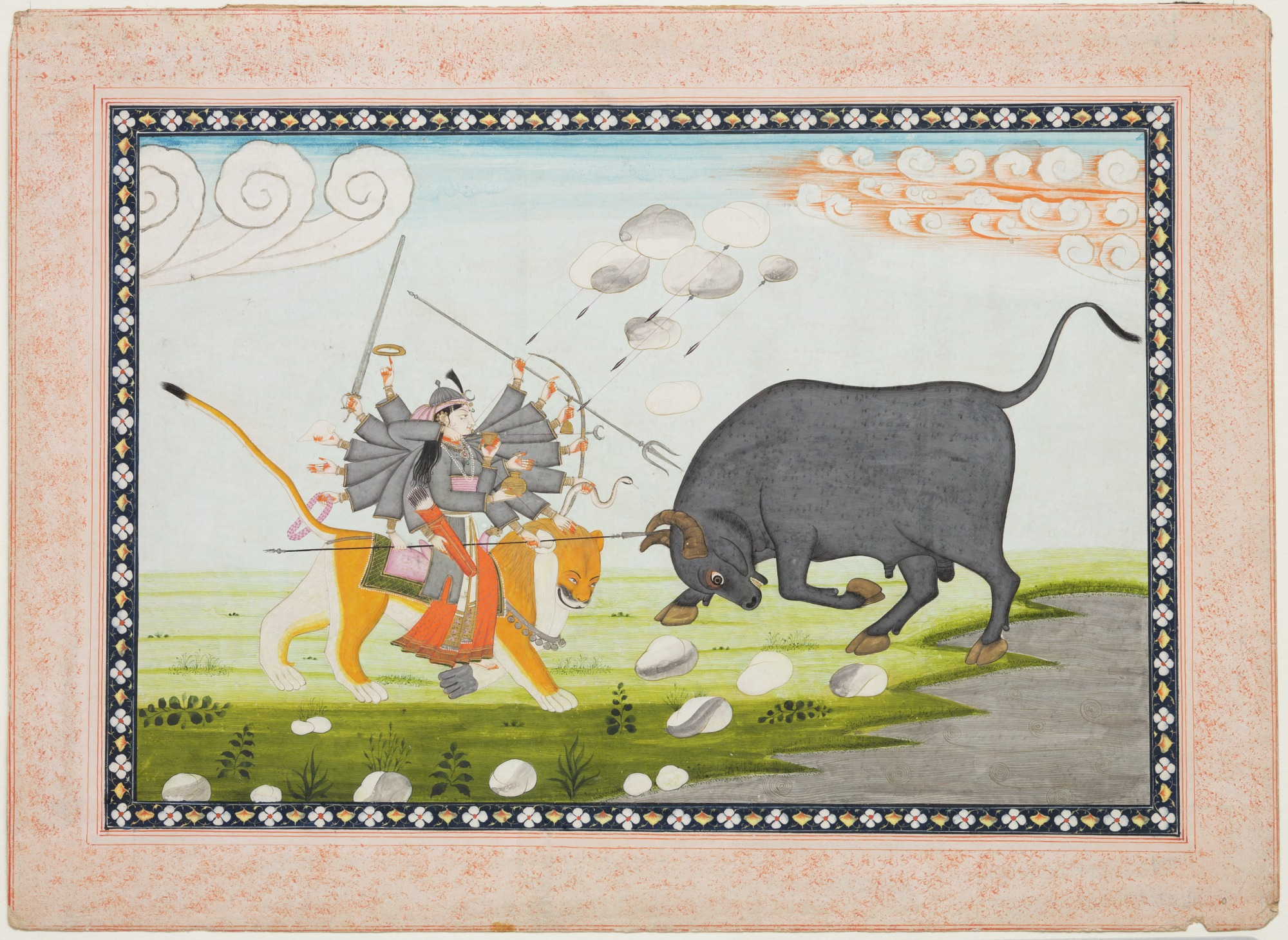
'물소, 마히샤수라와의 전투에서 두르가', 19세기 그림

여신과 관련된 가장 인기 있는 전설은 그녀가 마히샤수라를 죽인 이야기이다. 마히샤수라는 반물소 악마로, 창조주 브라흐마를 기쁘게 하기 위해 혹독한 고행을 했다. 몇 년 후, 브라흐마는 그의 헌신에 기뻐하며 그 앞에 나타났다. 악마는 눈을 뜨고 신에게 불멸을 요청했다. 브라흐마는 모두 언젠가는 죽어야 한다며 거절했다. 그러자 마히샤수라는 잠시 생각한 후, 오직 여자만이 자신을 죽일 수 있도록 해달라는 소원을 빌었다. 브라흐마는 그 소원을 들어주고 사라졌다. 마히샤수라는 무고한 사람들을 고문하기 시작했다. 그는 스바르가를 점령했고, 여자를 무력하고 약하다고 생각했기 때문에 전혀 두려워하지 않았다. 데바들은 걱정하며 트리무르티에게 갔다. 트리무르티는 그들의 힘을 합쳐, 그들의 신성한 에너지의 총합인 아디 샤크티에게 많은 팔을 가진 여전사의 물리적인 형태를 부여했다. 히마바트, 히말라야의 의인화된 존재는 그녀의 탈것으로 사자를 선물했다. 두르가는 사자를 타고 마히샤수라 앞에 나타났고, 악마는 여러 형태로 변모하며 여신을 공격했다. 그때마다 두르가는 그의 형태를 파괴했다. 마침내, 두르가는 마히샤수라가 물소 악마로 변신하는 동안 그녀의 삼지창으로 그를 죽였다.
비슈누파 전통에 따르면, 두르가는 비슈누의 환상적인 힘을 의인화한 요가마야의 다양한 별명과 아바타라 중 하나이다. 비슈누는 두르가에게 데바키의 일곱 번째 아이를 로히니의 자궁으로 옮기고, 크리슈나와 교환될 수 있도록 야쇼다와 난다의 갓난 딸로 지상에 태어나라는 임무를 부여한다. 캄사가 그녀를 죽이려 했을 때, 그녀는 여덟 개의 팔을 가진 여신의 진정한 모습으로 나타났고, 레몬 화환을 쓰고 있었다. 여신은 캄사를 죽일 자가 이미 태어났음을 알린 후 사라졌다. 두르가는 종종 이 역할에서 비슈누의 여동생으로 개념화된다.

## 속성과 도상학

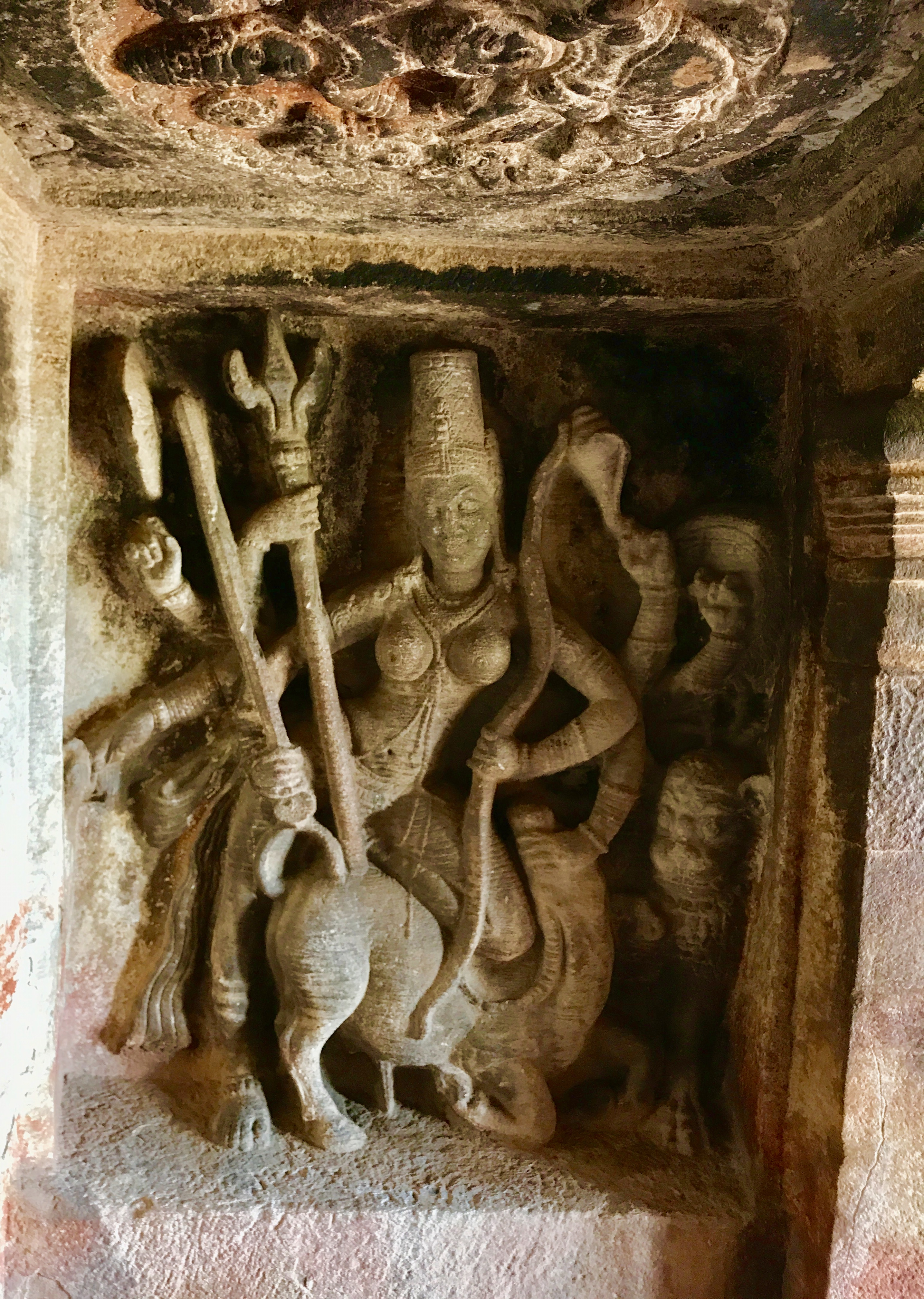
6세기 아이홀 힌두 사원의 물소 악마 살해자 두르가, 카르나타카주

두르가는 여군신이며, 그녀의 무술 능력을 표현하도록 묘사된다. 그녀의 도상학은 일반적으로 이러한 속성과 조화를 이루며, 그녀는 사자나 호랑이를 타고, 여덟에서 열여덟 개의 팔을 가지고 있으며, 각 팔에는 파괴하고 창조하기 위한 무기를 들고 있다. 그녀는 종종 물소 악마 마히샤수라와의 전쟁 중 악마적인 힘을 승리적으로 죽이는 순간에 나타난다. 그녀의 상징은 그녀가 행동하는 모습을 보여주지만, 그녀의 얼굴은 고요하고 평온하다. 힌두 미술에서 두르가 얼굴의 이러한 평온한 속성은 그녀가 증오, 이기심 또는 폭력에 대한 즐거움 때문에 보호적이고 폭력적인 것이 아니라, 선을 사랑하고 자신에게 의존하는 자들을 해방시키기 위한 필요에 의해 행동하며, 영혼의 창조적 자유를 향한 여정의 시작을 나타낸다는 전통적인 믿음에서 비롯된다.

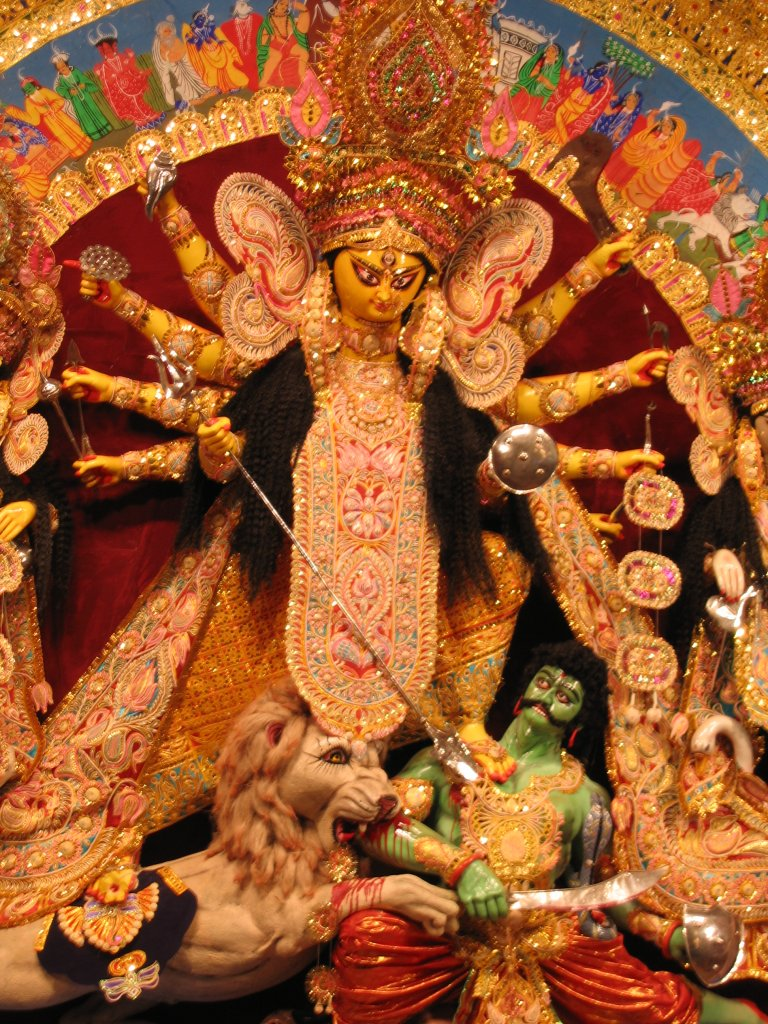
벵골의 두르가 푸자 축제에서 마히샤수라를 죽이는 두르가

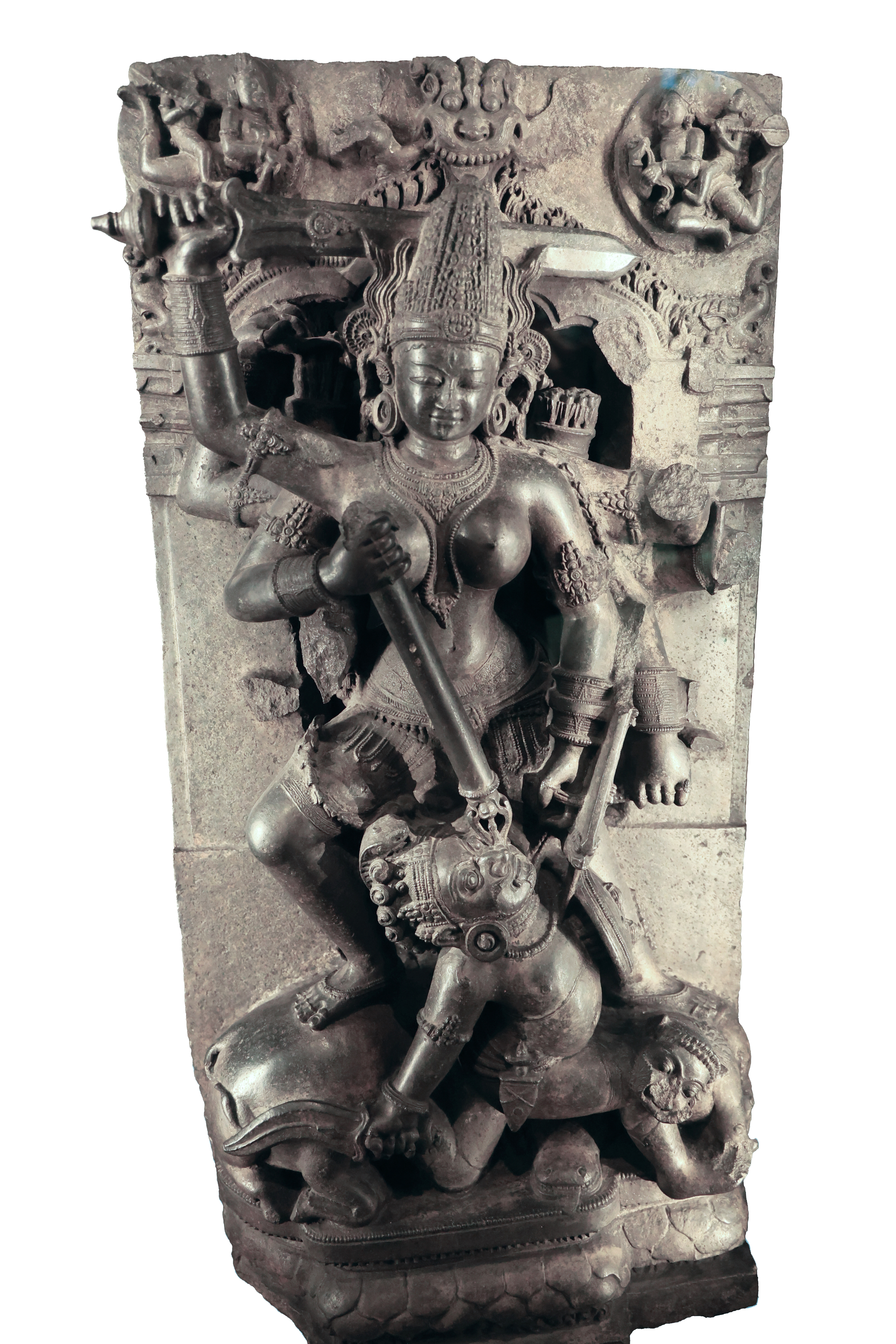
영국 박물관에 있는 13세기 석조 조각

두르가는 전통적으로 힌두교 신화의 다양한 남신들의 무기를 들고 있는데, 이 무기들은 악의 세력과 싸우기 위해 남신들이 그녀에게 준 것이다. 그들은 그녀를 샤크티(에너지, 힘)로 여기기 때문이다. 여기에는 차크라(신성한 원반), 소라 껍데기, 활, 화살, 칼, 창, 트리슐라 삼지창, 방패, 곤봉, 분홍색 연꽃, 올가미가 포함된다. 이 무기들은 샤크타 힌두교도들에게 상징적으로 여겨지며, 자기 훈련, 타인에 대한 이타적인 봉사, 자기 성찰, 기도, 헌신, 그녀의 만트라 기억, 즐거움, 명상을 나타낸다. 두르가 자신은 내면의 "자아"이자 모든 창조물의 신성한 어머니로 여겨진다. 그녀는 전사들에게 숭배받으며, 그들의 새로운 무기를 축복한다. 두르가 도상학은 힌두 전통에서 유연하게 적용되어 왔는데, 예를 들어 일부 지식인들은 그들의 필기구를 무기로 간주하여 그녀의 손에 펜이나 다른 필기구를 놓는다.
고고학적 발견은 두르가의 이러한 도상학적 특징들이 기원후 4세기경에 인도 전역에서 흔해졌음을 시사한다고 힌두 여신들을 전문으로 연구하는 종교학 교수인 데이비드 킨슬리는 말한다. 마하발리푸람, 타밀나두의 화강암 동굴 북쪽 벽에는 기원후 630-674년경에 조각된, 마히샤수라를 죽이는 두르가의 대형 부조가 있다.
일부 사원의 두르가 도상학은 마하비드야스 또는 사프타마트리카(두르가의 형태로 간주되는 일곱 어머니)의 일부로 나타난다. 바라나시와 같은 주요 힌두교 사원에 있는 그녀의 상징물은 데비 마하트미아의 장면을 보여주는 부조 작품을 포함한다.
비슈누파에서 두르가와 그녀의 사자 탈것은 여신 락슈미의 세 가지 측면 또는 형태 중 하나로 간주되며, 나머지 두 가지는 스리와 부이다. 이 경우 두르가는 닐라데비를 대신한다. 트레이시 핀치맨 교수에 따르면, "주 비슈누가 프라크리티의 구나를 창조했을 때, 스리, 부, 두르가의 세 가지 형태로 락슈미가 나타났다. 스리는 사트바로, 부는 라자스로, 두르가는 타마스로 구성되었다."
두르가는 힌두 전통에서 수많은 형태와 이름으로 나타나지만, 궁극적으로 이 모든 것은 하나의 여신의 다른 측면과 현현이다. 그녀는 필요할 때 무섭고 파괴적인 존재로 상상되지만, 필요할 때 자비롭고 양육하는 존재로도 상상된다. 그녀의 의인화된 상징물, 예를 들어 사자를 타고 무기를 든 모습이 흔하지만, 힌두 전통은 그녀가 상징하는 바를 기억하고 숭배하기 위해 비인간적인 형태와 기하학적 디자인(얀트라)을 사용한다.

## 숭배와 축제
두르가는 인도와 네팔 전역의 힌두교 사원에서 샤크타 힌두교도들에 의해 숭배된다.

베다 경전은 데비-아타르바시르샤에서 명시된 바와 같이 두르가 홀로 브라흐만의 최고이자 절대적인 측면이라고 결론지었다.
यस्याः परतरं नास्ति सैषा दुर्गा प्रकीर्तिता॥२४॥
"두르가"라는 이름으로 유명한 그녀는 그 어떤 존재보다도 우월하다.

– 데비 아타르바시르샤 우파니샤드, 24. 
그녀의 사원, 숭배 및 축제는 특히 인도 아대륙의 동부 및 북동부 지역에서 두르가 푸자, 다샤인, 나바라트리 기간에 인기가 많다.

### 두르가 푸자

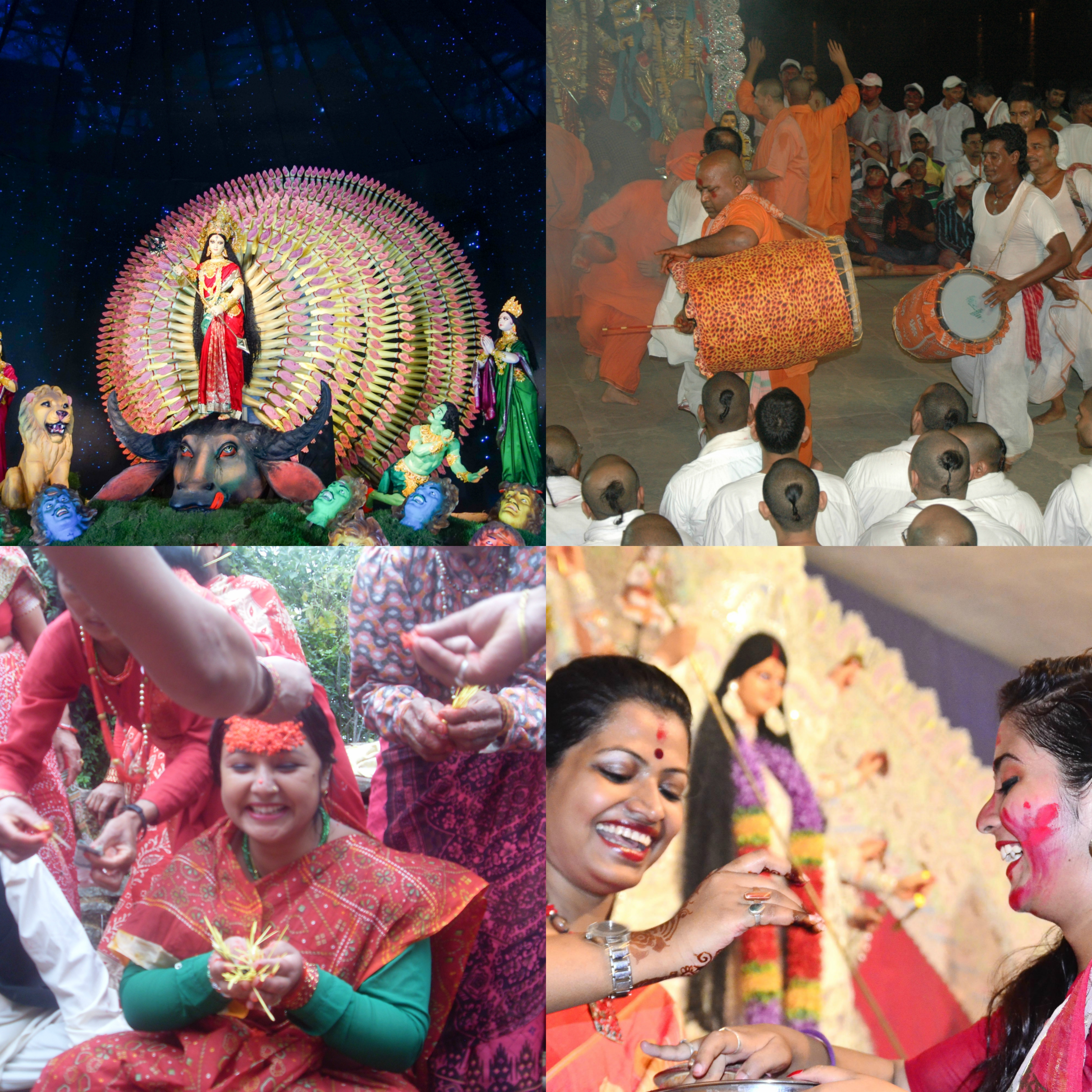
두르가 축제 이미지 (위에서 시계 방향): 콜카타에서 마히샤수라에 대한 승리를 상징하기 위해 황소 머리 위에 서 있는 100만 개의 팔을 가진 두르가 우상으로 된 두르가 푸자 판달, 비자야 다시미의 춤, 서로에게 색을 칠하는 여성들, 네팔에서 다샤인을 위해 가족들이 모이는 모습.

마르칸데야 푸라나에 따르면, 두르가 푸자는 9일 또는 4일(연속적인 마지막 4일) 동안 거행될 수 있다. 4일간의 두르가 푸자는 벵골, 오디샤주, 아삼주, 자르칸드주, 비하르주의 주요 연례 축제이다. 이는 힌두 태음태양력의 아슈비나 달에 맞춰져 있으며, 보통 9월 또는 10월에 열린다. 샤라드(문자 그대로 잡초의 계절) 동안 기념되므로, 원래 봄에 기념되던 축제와 구별하기 위해 샤라디야 두르가 푸자 또는 아칼-보단이라고 불린다. 이 축제는 공동체에서 흙으로 두르가의 특별한 다채로운 형상을 만들고, 데비 마하트미아 경전을 낭송하며, 9일 동안 기도와 환호를 한 후, 노래와 춤을 추며 행렬로 옮겨 물에 담근다. 두르가 푸자는 인도 동부 및 북동부 주에서 주요한 사적 및 공적 축제 행사이다.
두르가의 승리일은 비자야다샤미(벵골어로는 비조야), 다샤인(네팔어), 또는 두세라(힌디어)로 기념된다. 이 단어들은 문자 그대로 "열 번째 날의 승리"를 의미한다.
이 축제는 힌두교의 오래된 전통이지만, 어떻게 어느 세기에 축제가 시작되었는지는 불분명하다. 14세기부터 남아 있는 원고들은 두르가 푸자에 대한 지침을 제공하며, 역사 기록은 최소 16세기부터 왕족과 부유한 가족들이 주요 두르가 푸자 공공 축제를 후원했음을 시사한다. 11세기 또는 12세기 자이나교 문헌인 소마데바의 야사틸라카는 왕과 그의 군대가 기념하는 여전신에게 헌정된 축제와 연례 날짜를 언급하며, 그 묘사는 두르가 푸자의 속성을 반영한다.
두르가 푸자의 중요성은 인도 제국 시대 벵골에서 증가했다. 힌두교 개혁자들이 두르가를 인도와 동일시한 후, 그녀는 인도 독립운동의 상징이 되었다. 콜카타시는 두르가 푸자로 유명하다.

### 다샤인
네팔에서는 두르가를 기리는 축제를 다샤인(가끔 다사인으로 표기됨)이라고 부르는데, 이는 글자 그대로 "열"을 의미한다. 다샤인은 네팔에서 가장 긴 공휴일이며, 시킴주와 부탄의 공휴일이다. 다샤인 기간 동안, 두르가는 네팔에서 매일 한 가지 형태 (샤일라푸트리, 브라마차리니, 찬드라간타, 쿠슈만다, 스칸다마타, 카티아니, 칼라라트리, 마하가우리, 마하칼리 및 두르가)로 10가지 형태를 숭배한다. 이 축제에는 일부 공동체에서 동물 희생이 포함되며, 새 옷 구매 및 선물 증정 또한 이루어진다. 전통적으로 이 축제는 15일 동안 진행되며, 첫 9일은 신자들이 두르가와 그녀의 사상을 기억하며 보내고, 10일은 두르가가 마히수라를 이긴 날을 기념하며, 마지막 5일은 선이 악을 이긴 승리를 축하한다.
처음 아흐레 동안, 두르가의 아홉 가지 모습인 나바두르가는 헌신적인 힌두교도들에 의해 아흐레 축제 기간 동안 하나씩 명상된다. 두르가는 보통 독신 여신으로 숭배되지만, 샤크티파 전통은 두르가를 시바의 배우자로 간주하여 시바와 함께 숭배하며, 락슈미, 사라스바티, 가네샤, 카르티케야는 샤크타들에 의해 두르가의 자녀로 여겨진다. 일부 샤크타들은 두르가의 상징성과 존재를 대자연으로 숭배한다. 특히 안드라프라데시를 포함한 남인도에서는 두세라 나바라트리도 기념하며, 여신은 매일 다른 데비로 옷을 입히는데, 이들 모두 두르가와 동일하지만 다른 측면으로 간주된다.

### 다른 문화
방글라데시에서는 4일간의 샤라디야 두르가 푸자가 힌두교도들에게 가장 중요한 종교 축제이며, 비자야다샤미가 국경일인 전국적인 축제이다. 스리랑카에서는 비슈누의 도상학적 상징성을 지닌 바이슈나비 형태의 두르가가 숭배된다. 이 전통은 스리랑카 디아스포라에 의해 이어져 왔다.

## 힌두교 이외의 종교

### 불교

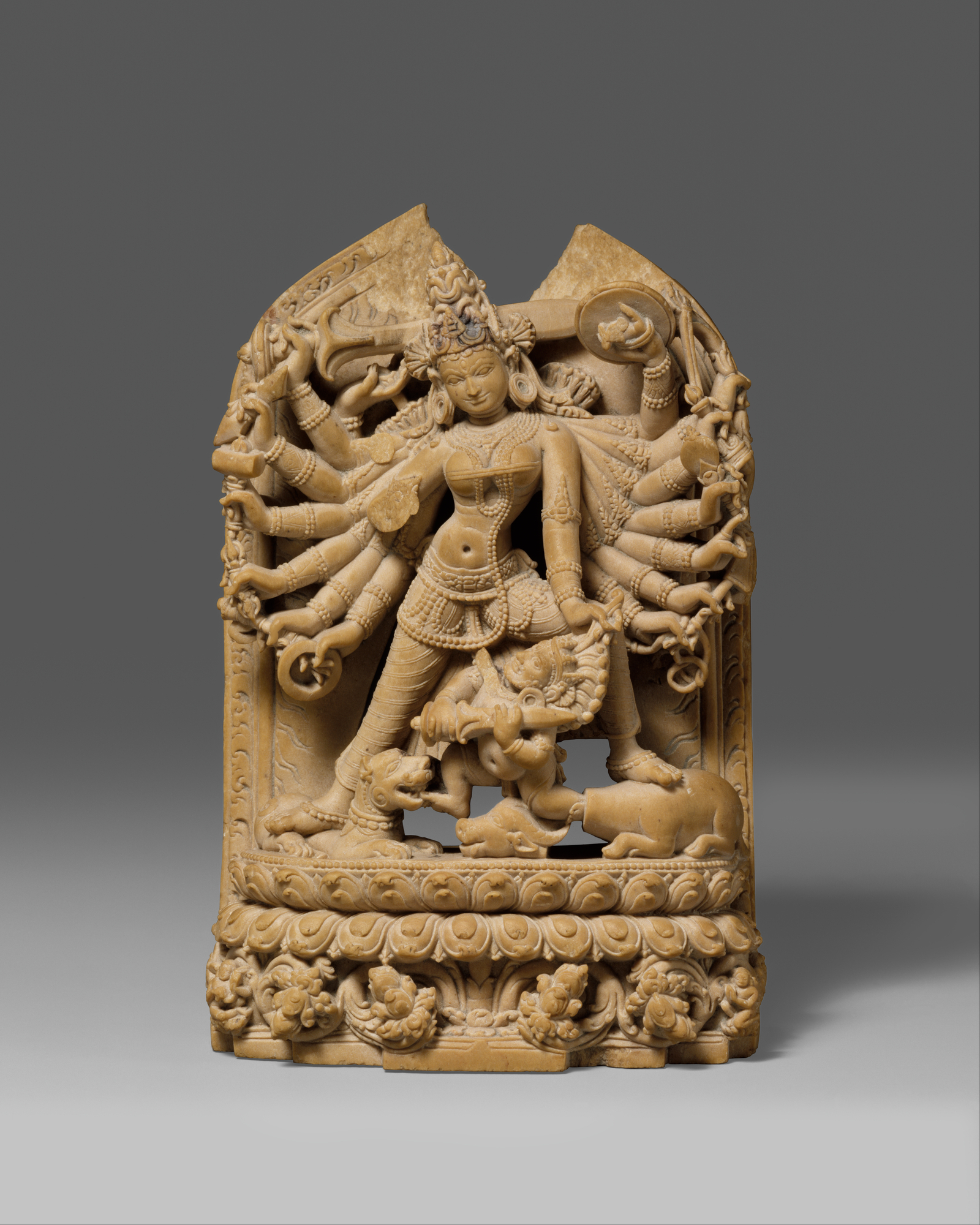
팔라 제국 시대의 두르가 조각상. 팔라 제국에서는 불교와 힌두교가 평화롭게 공존했다.

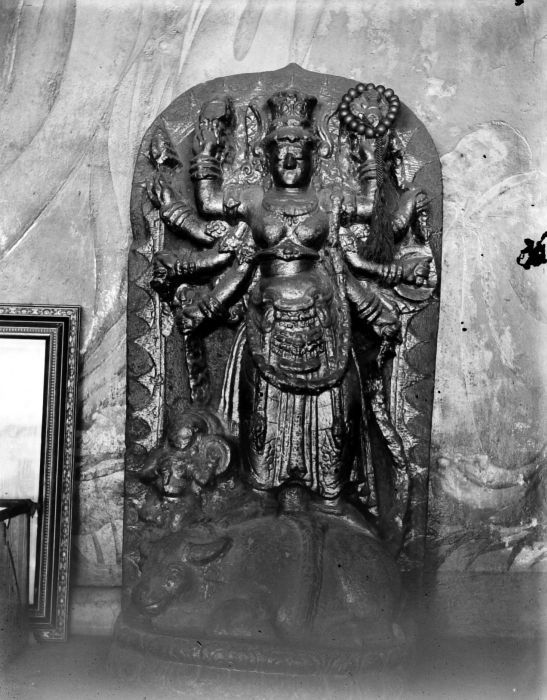
인도네시아 동자와주 수라바야에 있는 중국 사원의 두르가 이미지, 관세음보살의 한 형태로 해석됨. 촐라 미술과 유사하며 동자와주의 중국 공동체보다 앞선 것으로 보인다.

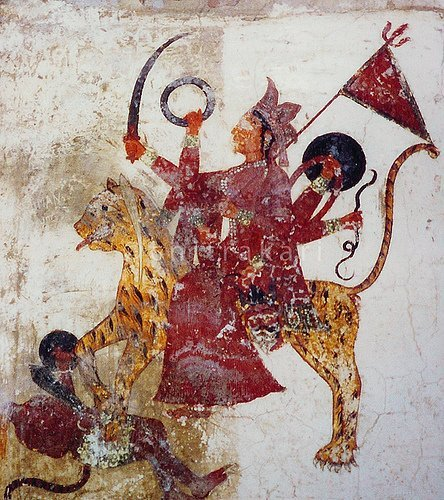
데라둔에 위치한 구루 람 라이 우다신 아크하라의 두르가 벽화, 마히카수르를 부수는 모습

금강승 전통은 두르가를 포함한 여러 힌두교의 신을 받아들였다. 두르가 마히샤수라마르디니(물소 악마를 죽이는 두르가)의 수많은 묘사는 아프가니스탄, 인도네시아 및 인도 북동부의 불교 사찰 유적지(기원후 8-11세기경)에서 발견되었다. 두르가 상은 날란다 대승원과 비크라마쉴라와 같은 주요 불교 유적지에서도 발견되었다.
벵골에서는 17세기 후기 인도 마하야나 불교도들이 전통적인 요기니 푸자 축제 기간 동안 두르가를 숭배했으며, 이 마하야나 두르가 의식의 일부 흔적은 오늘날까지 남아 있지만, 이를 행하는 벵골인들은 더 이상 불교도가 아니다.
불교 두르가의 이미지는 발리에서도 발견되었으며 (부처와 보살의 이미지에 둘러싸여 있음) 10세기와 11세기에서 유래한다.
두르가는 사르바두르가티파리쇼다나 탄트라에도 나타나지만, 이 텍스트에서는 그녀가 악마를 죽이는 형태가 아니라 사자를 타고 있는 모습으로 나타난다.
대중적인 밀교 불교 여신 타라보살의 여러 측면은 두르가 여신의 한 형태로 기원했거나 두르가의 힌두교 이야기에 영향을 받았다고 믿어지며, 이는 타라의 사나운 형태를 포함한다. 타라의 한 형태는 심지어 두르가토타리니-타라(Durgottāriṇī-tārā)라고 불리며, 악으로부터 신도들을 구원하는 데 특화되어 있고 두르가의 전통적인 탈것인 사자를 탄다. 두르가토타리니는 사다나말라(237.10; 237.21; 238.4)에 나타난다.
네팔의 불교에서 불교 밀교 여신 바즈라요기니는 두르가 축제 기간 동안 "종종 두르가와 서로 바꿔가며 숭배된다". 네와르 불교도 일부 프라즈나파라미타 의식 중에 두르가토타리니-타라를 숭배한다.
일본의 불교에서 준디는 또한 붓수-모(仏母, 코티-스리라고도 불림)로 알려져 있으며, 두르가와 많은 특징을 공유하며, 일부 학자들은 두 신이 관련되어 있다고 본다. 그러나 김멜로가 지적하듯이, 그들은 같은 신이 아니며 종종 혼동된다.
마찬가지로, 티베트 불교에서 여신 팔덴 라모는 보호적이고 사나운 두르가와 비슷한 특징을 가지고 있다.

### 자이나교
중세 시대 주요 자이나교 사원에서 발견된 사키야 마타는 두르가를 닮았으며, 자이나교 학자들은 그녀가 동일하거나 더 고대 공통 혈통을 공유한다고 본다. 엘로라 석굴의 자이나교 사원에는 사자를 탄 두르가가 등장한다. 그러나 그녀는 자이나교 동굴에서는 물소 악마를 죽이는 모습으로 나타나지 않고, 평화로운 신으로 묘사된다.

### 시크교
두르가는 전통적으로 구루 고빈드 싱에게 귀속되는 시크교의 신성한 경전인 다삼 그란트에서 신성한 존재로 칭송된다.
엘레노어 네스비트에 따르면, 이러한 관점은 시크교를 유일신교로 간주하고, 지고신의 여성 형태와 여신에 대한 숭배가 "명백히 힌두적인 특성"을 가지고 있다고 여기는 시크교도들에 의해 도전받아 왔다.

## 인도 아대륙 밖

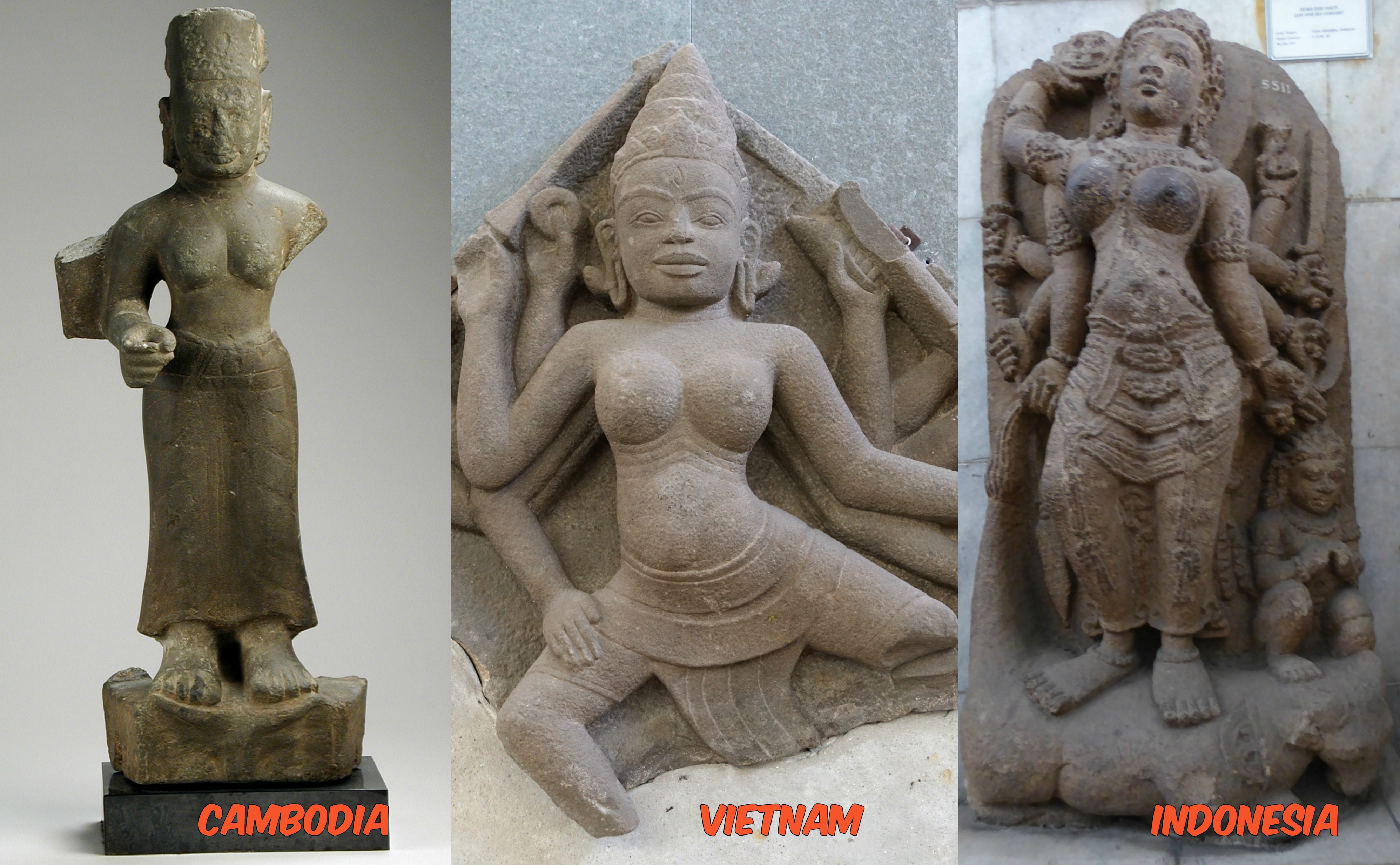
동남아시아의 두르가 여신, 왼쪽부터: 7/8세기 캄보디아, 10/11세기 베트남, 8/9세기 인도네시아.

특히 자바 섬의 인도네시아 고고학 발굴지에서는 수많은 두르가 조각상이 발견되었다. 이들은 6세기 이후로 거슬러 올라간다. 인도네시아 섬에서 발굴된 수많은 초기에서 중기 중세 시대 힌두 신상 중 최소 135개는 두르가 상이다. 자바 일부 지역에서는 그녀가 로로 종그랑(말 그대로 "날씬한 아가씨")으로 알려져 있다.
캄보디아의 힌두교 왕 시대에 두르가는 인기가 많았으며, 그녀의 수많은 조각상이 발견되었다. 그러나 대부분 인도 표현과 한 가지 세부 사항에서 다르다. 캄보디아 두르가 도상학은 그녀가 잘린 물소 악마 머리 위에 서 있는 모습을 보여준다.
두르가 조각상은 베트남의 석조 사원과 고고학 유적지에서 발견되었으며, 이는 참파 또는 참 왕조 시대와 관련이 있는 것으로 보인다.

## 영향
어머니 여신으로서의 두르가는 인도 독립운동 기간에 반킴 찬드라 차터지가 작곡한 곡인 반데 마타람의 영감이 되었고, 이 곡은 나중에 인도의 공식 국가가 되었다.
두르가는 인도 민족주의에 존재하며, 바라트 마타, 즉 어머니 인도는 두르가의 한 형태로 간주된다. 이는 완전히 세속적이며, 두르가를 인도인들의 어머니이자 보호자로 보는 고대 이념과 일치한다. 그녀는 대중문화와 자이 산토시 마와 같은 블록버스터 볼리우드 영화에 등장한다.
인도군은 "두르가 마타 키 자이!"와 "칼리 마타 키 자이!"와 같은 힌두스탄어 문구를 사용한다.
선과 정의를 위해 싸우는 모든 여성은 두르가의 정신을 가졌다고 말한다.

## 같이 보기
- 데비
- 트리데비

### 설명주
1. ↑  J. 셰프텔로비츠에 따르면 리그베다 10.127, 4번째 아디아야의 킬라(부록, 보충) 텍스트에 나타난다.[26]
2. ↑  힌두교 샤크타 전통에서 장애물과 전투에 대한 많은 이야기들은 각 인간 안에 있는 신성하고 악마적인 존재에 대한 은유로 간주되어 왔으며, 해방은 미덕적인 본성과 사회가 악덕에 대한 승리를 거두는 자기 이해의 상태이다.[58]

### 참조주
1. 1 2  Robert S Ellwood & Gregory D Alles 2007, 126쪽.
2. 1 2 3 4 5  Wendy Doniger 1999, 306쪽.
3. 1 2  Encyclopedia Britannica 2015.
4. 1 2  David R Kinsley 1989, 3–4쪽.
5. ↑  Charles Phillips, Michael Kerrigan & David Gould 2011, 93–94쪽.
6. 1 2  Paul Reid-Bowen 2012, 212–213쪽.
7. ↑  Laura Amazzone 2012, 3–5쪽.
8. ↑  David R Kinsley 1989, 3–5쪽.
9. ↑  Laura Amazzone 2011, 71–73쪽.
10. ↑  Donald J LaRocca 1996, 5–6쪽.
11. ↑  Lynn Foulston & Stuart Abbott 2009, 9–17쪽.
12. ↑  June McDaniel 2004, 215–216쪽.
13. ↑  David Kinsley 1998, 101–102쪽.
14. ↑  Laura Amazzone 2012, xi쪽.
15. ↑  Flood 1996, 17, 153쪽.
16. ↑  “Panch Dev Puja Worship”. 《ABP》 (힌디어). 2021년 11월 17일. 2022년 10월 1일에 원본 문서에서 보존된 문서. 2022년 7월 17일에 확인함.
17. ↑  “ŚB 10.4.9”. 《Bhaktivedanta Vedabase》.
18. ↑  “Yoga-Māyā's Prophecy and Kaṃsa's Order to Slaughter all Children [Chapter 4]”. 2022년 9월 2일.
19. ↑  “Yoganidra, Yoganidrā, Yoga-nidra: 14 definitions”. 2017년 3월 11일.
20. 1 2 3 4  James G Lochtefeld 2002, 208쪽.
21. ↑  Constance Jones & James D Ryan 2006, 139–140, 308–309쪽.
22. ↑  Laura Amazzone 2012, xxii쪽.
23. 1 2 3 4 5 6  Monier Monier Williams, 편집. (1899). 《Sanskrit English Dictionary with Etymology》. Oxford University Press. 487쪽.
24. 1 2  Alain Daniélou 1991, 21쪽.
25. ↑  Maurice Bloomfield (1906), A Vedic concordance, Series editor: Charles Lanman, Harvard University Press, page 486;
Example Sanskrit original: "अहन्निन्द्रो अदहदग्निरिन्दो पुरा दस्यून्मध्यंदिनादभीके।
दुर्गे दुरोणे क्रत्वा न यातां पुरू सहस्रा शर्वा नि बर्हीत्॥३॥ – Rigveda 4.28.8, Wikisource 보관됨 5 11월 2018 - 웨이백 머신
26. ↑  J Scheftelowitz (1906). 《Indische Forschungen》. Verlag von M & H Marcus. 112 line 13a쪽. 2017년 2월 17일에 원본 문서에서 보존된 문서. 2017년 2월 15일에 확인함.
27. ↑  David Kinsley 1998, 95–96쪽.
28. 1 2  David Kinsley 1998, 95쪽.
29. 1 2  David Kinsley 1998, 99–100쪽.
30. ↑  “Chant these powerful Durga Mantras to turn your life around for good”. 《The Times of India》 (영어). 2019년 8월 9일. 2021년 11월 11일에 원본 문서에서 보존된 문서. 2021년 11월 11일에 확인함.
31. ↑  “ŚB 10.2.11-12”. 《Bhaktivedanta Vedabase》.
32. ↑  Hiltebeitel, Alf (1988). 《The Cult of Draupadi, Volume 2: On Hindu Ritual and the Goddess》 (영어). University of Chicago Press. 386쪽. ISBN 978-0-226-34048-7. 2021년 7월 23일에 원본 문서에서 보존된 문서. 2020년 10월 1일에 확인함.
33. ↑  Thapar, Valmik (1997). 《Land of the Tiger: A Natural History of the Indian Subcontinent》 (영어). University of California Press. 15쪽. ISBN 978-0-520-21470-5. 2021년 7월 23일에 원본 문서에서 보존된 문서. 2020년 10월 1일에 확인함.
34. 1 2  June McDaniel 2004, 90쪽.
35. 1 2  Cheever Mackenzie Brown 1998, 26쪽.
36. ↑  The Rig Veda/Mandala 10/Hymn 125 보관됨 11 10월 2016 - 웨이백 머신 Ralph T.H. Griffith (Translator); for Sanskrit original see: ऋग्वेद: सूक्तं १०.१२५ 보관됨 11 10월 2016 - 웨이백 머신
37. 1 2 3  Rachel Fell McDermott 2001, 162–163쪽.
38. ↑  Robert Hume (1921). 〈Mundaka Upanishad〉. 《The Thirteen Principal Upanishads》. Oxford University Press. pp. 368–377 with verse 1.2.4.
39. 1 2  Rachel Fell McDermott 2001, 162쪽.
40. ↑  Ludo Rocher 1986, 168–172, 191–193쪽.
41. ↑  C Mackenzie Brown 1990, 44–45, 129, 247–248 with notes 57–60쪽.
42. ↑  Douglas Renfrew Brooks 1992, 76–80쪽.
43. ↑  June McDaniel 2004, 89–91쪽.
44. ↑  Chitralekha Singh; Prem Nath (2001). 《Lakshmi》. Crest Publishing House. 20쪽. ISBN 9788124201732. 2021년 8월 16일에 원본 문서에서 보존된 문서. 2021년 11월 16일에 확인함.
45. ↑  Tracy Pintchman (2001년 6월 21일). 《Seeking Mahadevi: Constructing the Identities of the Hindu Great Goddess》. SUNY Press. 82쪽. ISBN 9780791450079. 2021년 8월 16일에 원본 문서에서 보존된 문서. 2021년 11월 16일에 확인함.
46. ↑  Gupta, Sanjukta (2000). 《Laksmi Tantra》. Motilal Banarsidass Publishers. ISBN 978-8120817357.
47. ↑  S. Rangachar (1991). 《Philosophy of Pancaratras》. Sridevi Prakashana. 94쪽. 2022년 10월 1일에 원본 문서에서 보존된 문서. 2022년 1월 10일에 확인함.
48. ↑  Upendra Nath Dhal (1978). 《Goddess Laksmi: Origin and Development》. Oriental Publishers & Distributors. 195쪽. 2021년 9월 30일에 원본 문서에서 보존된 문서. 2022년 1월 18일에 확인함. Like the Devi Māhātmya , the Lakşmi Tantra describes the individual incarnations of Lakşmi thus : During the reign of Svāyambhuva (Manu) for the destruction of the demon Mahisa, Mahālakṣmi appeared Mahişāmardini.
49. ↑  David Kinsley 1998, 104쪽.
50. ↑  Marlow, Chris (2019년 10월 29일). 《Navaratri: Prayers, Praises and Hymns》 (영어). Lulu.com. 168쪽. ISBN 978-0-244-22986-3.
51. ↑  June McDaniel 2004, 214쪽.
52. ↑  Richard Salomon (1998). 《Indian Epigraphy: A Guide to the Study of Inscriptions in Sanskrit, Prakrit, and the Other Indo-Aryan Languages》. Oxford University Press. 200–201쪽. ISBN 978-0-19-509984-3. 2017년 4월 17일에 원본 문서에서 보존된 문서. 2017년 4월 16일에 확인함.
53. ↑  Cheever Mackenzie Brown 1998, 77 note 28쪽.
54. ↑  Thomas B. Coburn 1991, 13쪽.
55. ↑  Thomas B. Coburn 2002, 1–7쪽.
56. ↑  Alain Daniélou 1991, 288쪽.
57. ↑  June McDaniel 2004, 215–219쪽.
58. ↑  June McDaniel 2004, 20–21, 217–219쪽.
59. ↑  Roa, Subba (April 1971). 《Tales of Durga》. Amar Chitra Katha Private Limited. 25쪽. ISBN 81-89999-35-4.
60. ↑  Kumar, Anu (2012년 11월 30일). 《Mahishasura: The Buffalo Demon》 (영어). Hachette India. ISBN 978-93-5009-538-6. 2021년 8월 16일에 원본 문서에서 보존된 문서. 2020년 10월 1일에 확인함.
61. ↑  Flueckiger, Joyce Burkhalter (2013년 7월 23일). 《When the World Becomes Female: Guises of a South Indian Goddess》 (영어). Indiana University Press. 133쪽. ISBN 978-0-253-00960-9. 2022년 9월 13일에 원본 문서에서 보존된 문서. 2022년 9월 13일에 확인함.
62. ↑  Verma, Archana (2011년 1월 18일). 《Performance and Culture: Narrative, Image and Enactment in India》 (영어). Cambridge Scholars Publishing. 48쪽. ISBN 978-1-4438-2832-1. 2022년 10월 1일에 원본 문서에서 보존된 문서. 2022년 10월 1일에 확인함.
63. ↑  Laura Amazzone 2012, 4–5쪽.
64. ↑  Chitrita Banerji 2006, 3–5쪽.
65. ↑  Donald J LaRocca 1996, 5–7쪽.
66. 1 2  Linda Johnsen (2002). 《The Living Goddess: Reclaiming the Tradition of the Mother of the Universe》. Yes International Publishers. 83–84쪽. ISBN 978-0-936663-28-9. 2017년 2월 17일에 원본 문서에서 보존된 문서. 2017년 2월 15일에 확인함.
67. ↑  Laura Amazzone 2012, 4–9, 14–17쪽.
68. ↑  Malcolm McLean 1998, 60–65쪽.
69. ↑  Alf Hiltebeitel; Kathleen M. Erndl (2000). 《Is the Goddess a Feminist?: The Politics of South Asian Goddesses》. New York University Press. 157–158쪽. ISBN 978-0-8147-3619-7. 2017년 2월 17일에 원본 문서에서 보존된 문서. 2017년 2월 15일에 확인함.
70. ↑  Charles Russell Coulter & Patricia Turner 2013, 158쪽.
71. ↑  Linda Johnsen (2002). 《The Living Goddess: Reclaiming the Tradition of the Mother of the Universe》. Yes International Publishers. 89–90쪽. ISBN 978-0-936663-28-9. 2017년 2월 17일에 원본 문서에서 보존된 문서. 2017년 2월 15일에 확인함.
72. 1 2  Alf Hiltebeitel; Kathleen M. Erndl (2000). 《Is the Goddess a Feminist?: The Politics of South Asian Goddesses》. New York University Press. 15–16쪽. ISBN 978-0-8147-3619-7. 2017년 2월 17일에 원본 문서에서 보존된 문서. 2017년 2월 15일에 확인함.
73. ↑  David Kinsley 1998, 95–105쪽.
74. ↑  Herman, Phyllis K.; Shimkhada, Deepak (2009). 《The Constant and Changing Faces of the Goddess: Goddess Traditions of Asia》. Cambridge Scholars Publishing. 149쪽. ISBN 9781443807029.
75. ↑  David Kinsley 1997, 30–35, 60, 16–22, 149쪽.
76. ↑  Isaeva 1993, 252쪽.
77. ↑  Pintchman 2014, 82쪽.
78. ↑  Patricia Monaghan 2011, 73–74쪽.
79. ↑  Patricia Monaghan 2011, 73–78쪽.
80. ↑  “Devi Atharvashirsha Stotram in Sanskrit”. 2020년 2월 11일. 2022년 8월 4일에 원본 문서에서 보존된 문서. 2022년 8월 4일에 확인함.
81. 1 2 3  J Gordon Melton (2011). 《Religious Celebrations: An Encyclopedia of Holidays, Festivals, Solemn Observances, and Spiritual Commemorations》. ABC-CLIO. 239–241쪽. ISBN 978-1-59884-206-7. 2017년 2월 17일에 원본 문서에서 보존된 문서. 2017년 2월 15일에 확인함.
82. ↑  “Durga Puja – Hindu festival”. 《Encyclopedia Britannica》. 2015. 2020년 10월 30일에 원본 문서에서 보존된 문서. 2017년 2월 18일에 확인함.
83. 1 2 3  David Kinsley 1998, 106–108쪽.
84. ↑  David Kinsley 1997, 18–19쪽.
85. 1 2  Rachel Fell McDermott 2001, 172–174쪽.
86. ↑  Lynn Foulston & Stuart Abbott 2009, 162–169쪽.
87. ↑  Esposito, John L.; Darrell J Fasching; Todd Vernon Lewis (2007). 《Religion & globalization: world religions in historical perspective》. Oxford University Press. 341쪽. ISBN 978-0-19-517695-7.
88. ↑  “Article on Durga Puja”. 2015년 12월 28일에 원본 문서에서 보존된 문서. 2013년 10월 11일에 확인함.
89. ↑  “Durga puja:আগমনীর ডাকে সেজে উঠেছে তিলোত্তমা শহরে এবার 'রক্তমাংসের দুর্গা' ভাইরাল ভিডিয়ো”. 《The Bengali Chronicle》 (벵골어). 2022년 8월 6일. 2022년 8월 9일에 원본 문서에서 보존된 문서. 2022년 8월 9일에 확인함.
90. ↑  Bruce M. Sullivan (2001). 《The A to Z of Hinduism》. Rowman & Littlefield. 72쪽. ISBN 9780810840706. 2021년 4월 15일에 원본 문서에서 보존된 문서. 2021년 5월 3일에 확인함. Durga is usually regarded as a celibate goddess whose asceticism empowers her, but she may also be regarded as the consort and Sakti of Siva, depending on tradition.
91. ↑  Joanne Punzo Waghorne (2004). 《Diaspora of the Gods: Modern Hindu Temples in an Urban Middle-Class World》. Oxford University Press. 222–224쪽. ISBN 978-0-19-803557-2. 2017년 2월 17일에 원본 문서에서 보존된 문서. 2017년 2월 15일에 확인함.
92. ↑  “The Goddess Durga Slaying the Demon Buffalo Mahisha | Bangladesh or India (Bengal) | Pala-Sena period”. 《The Metropolitan Museum of Art》 (영어). 2023년 12월 28일에 확인함.
93. 1 2 3 4  Calo, Ambra (2020). 《Durga Mahiṣāsuramardinī dalam konteks agama Buddha Tantrayana dari Subkontinen India Utara dan Bali pada abad ke-11》 [Durgā Mahiṣāsuramardinī in Likely Tantric Buddhist Context from the Northern Indian Subcontinent to 11th-Century Bali] (PDF). 《Pratu: Journal of Buddhist and Hindu Art, Architecture and Archaeology of Ancient to Premodern Southeast Asia》 1. 1–20쪽.
94. ↑  Wayman, Alex (2008). 《The Buddhist Tantras: Light on Indo-Tibetan esotericism》. Routledge. 23쪽.
95. ↑  〈Mantranaya/Vajrayāna – tantric Buddhism in India〉. 《Buddhist Thought: A Complete Introduction to the Indian Tradition》. Routledge. 2002년 1월 4일. 204–256쪽. doi:10.4324/9780203185933-14. ISBN 978-0-203-18593-3.
96. ↑  Hajime Nakamura (1980). 《Indian Buddhism: A Survey with Bibliographical Notes》. Motilal Banarsidass. 315쪽. ISBN 978-81-208-0272-8. 2017년 2월 17일에 원본 문서에서 보존된 문서. 2017년 2월 15일에 확인함.
97. ↑  Watanabe, Shoko (1955). 《On Durga and Tantric Buddhism》. 《Chizan Gakuho》. 36–44쪽.
98. ↑  “For centuries, Hooghly family worships Durga the Buddhist way”. 《www.telegraphindia.com》 (영어). 2023년 12월 28일에 확인함.
99. ↑  Mallar Ghosh (1980). 《Development of Buddhist Iconography in Eastern India》. Munshiram Manoharlal. 17쪽. ISBN 81-215-0208-X.
100. 1 2  Shaw, Miranda (2006). 《Buddhist Goddesses of India》. Princeton University Press. 313쪽.
101. ↑  www.wisdomlib.org (2019년 12월 10일). “Durgottarini, Durgottāriṇī: 2 definitions”. 《www.wisdomlib.org》 (영어). 2023년 12월 28일에 확인함.
102. ↑  Amazzone, Laura (2010). 《Goddess Durga and Sacred Female Power》. University Press of America. 156쪽.
103. ↑  Kim, Jinah (2013). 《Receptacle of the Sacred: Illustrated Manuscripts and the Buddhist Book Cult in South Asia》. University of California Press. 158–162쪽.
104. ↑  Louis-Frédéric (1995). 《Buddhism》. Flammarion. 174쪽. ISBN 978-2-08-013558-2. 2017년 2월 17일에 원본 문서에서 보존된 문서. 2017년 2월 15일에 확인함.
105. ↑  Niyogi, Puspa (1977). 《Cundā - a Popular Buddhist Goddess》. 《East and West》 27 (Istituto Italiano per l'Africa e l'Oriente (IsIAO)). 299–308쪽. ISSN 0012-8376. JSTOR 29756386.
106. ↑  Gimello, Robert M. (2007년 10월 1일). 〈Icon and Incantation: The Goddess Zhunti and the Role of Images in the Occult Buddhism of China〉. 《Images in Asian Religions》. University of British Columbia Press. 225–256쪽. doi:10.59962/9780774851107-011. ISBN 978-0-7748-5110-7.
107. ↑  Miranda Eberle Shaw (2006). 《Buddhist Goddesses of India》. Princeton University Press. 240–241쪽. ISBN 0-691-12758-1.
108. ↑  Bernard Faure (2009). 《The Power of Denial: Buddhism, Purity, and Gender》. Princeton University Press. 127쪽. ISBN 978-1400825615. 2016년 12월 7일에 원본 문서에서 보존된 문서. 2017년 2월 15일에 확인함.
109. ↑  Lawrence A. Babb (1998). 《Ascetics and kings in a Jain ritual culture》. Motilal Banarsidass. 146–147, 157쪽. ISBN 978-81-208-1538-4. 2017년 2월 17일에 원본 문서에서 보존된 문서. 2017년 2월 15일에 확인함.
110. ↑  Lisa Owen (2012). 《Carving Devotion in the Jain Caves at Ellora》. BRILL Academic. 111–112쪽. ISBN 978-90-04-20630-4. 2017년 2월 17일에 원본 문서에서 보존된 문서. 2017년 2월 15일에 확인함.
111. 1 2  Eleanor Nesbitt (2016). 《Sikhism: A Very Short Introduction》. Oxford University Press. 108–109쪽. ISBN 978-0-19-106277-3. 2021년 1월 26일에 원본 문서에서 보존된 문서. 2020년 10월 11일에 확인함.
112. ↑  John N. Miksic (2007). 《Icons of Art: The Collections of the National Museum of Indonesia》. BAB Pub. Indonesia. 106, 224–238쪽. ISBN 978-979-8926-25-9. 2017년 2월 17일에 원본 문서에서 보존된 문서. 2017년 2월 15일에 확인함.
113. ↑  Ann R Kinney; Marijke J Klokke; Lydia Kieven (2003). 《Worshiping Siva and Buddha: The Temple Art of East Java》. University of Hawaii Press. 131–145쪽. ISBN 978-0-8248-2779-3. 2020년 11월 25일에 원본 문서에서 보존된 문서. 2017년 2월 15일에 확인함.
114. ↑  Roy E Jordaan; Koninklijk Instituut voor Taal-, Land- en Volkenkunde (Netherlands) (1996). 《In praise of Prambanan: Dutch essays on the Loro Jonggrang temple complex》. KITLV Press. 147–149쪽. ISBN 978-90-6718-105-1. 2017년 2월 17일에 원본 문서에서 보존된 문서. 2017년 2월 16일에 확인함.
115. ↑  Trudy Jacobsen (2008). 《Lost Goddesses: The Denial of Female Power in Cambodian History》. Copenhagen: Nordic Institute of Asian Studies Press. 20–21 with figure 2.2쪽. ISBN 978-87-7694-001-0. 2017년 2월 17일에 원본 문서에서 보존된 문서. 2017년 2월 15일에 확인함.
116. ↑  Heidi Tan (2008). 《Vietnam: from myth to modernity》. Singapore: Asian Civilisations Museum. 56, 62–63쪽. ISBN 978-981-07-0012-6. 2017년 2월 17일에 원본 문서에서 보존된 문서. 2017년 2월 16일에 확인함.
117. ↑  Catherine Noppe; Jean-François Hubert (2003). 《Art of Vietnam》. Parkstone. 104쪽. ISBN 978-1-85995-860-5. 2017년 2월 17일에 원본 문서에서 보존된 문서. 2017년 2월 16일에 확인함.
118. ↑  Sabyasachi Bhattacharya (2003). 《Vande Mataram, the Biography of a Song》. Penguin. 5, 90–99쪽. ISBN 978-0-14-303055-3. 2017년 2월 19일에 원본 문서에서 보존된 문서. 2017년 2월 18일에 확인함.
119. ↑  Sumathi Ramaswamy (2009). 《The Goddess and the Nation: Mapping Mother India》. Duke University Press. 106–108쪽. ISBN 978-0-8223-9153-1.

## 참고 문헌
- Laura Amazzone (2012). 《Goddess Durga and Sacred Female Power》. University Press of America. ISBN 978-0-7618-5314-5. 2020년 3월 17일에 원본 문서에서 보존된 문서. 2015년 11월 26일에 확인함.
- Laura Amazzone (2011).  Patricia Monaghan, 편집. 《Goddesses in World Culture》. ABC-CLIO. ISBN 978-0-313-35465-6. 2017년 2월 17일에 원본 문서에서 보존된 문서. 2017년 2월 15일에 확인함.
- Chitrita Banerji (2006). 《The Hour of the Goddess: Memories of Women, Food, and Ritual in Bengal》. Penguin Books India. ISBN 978-0-14-400142-2. 2017년 2월 17일에 원본 문서에서 보존된 문서. 2017년 2월 15일에 확인함.
- Douglas Renfrew Brooks (1992). 《Auspicious Wisdom》. State University of New York Press. ISBN 978-0-7914-1145-2. 2014년 6월 27일에 원본 문서에서 보존된 문서. 2017년 2월 15일에 확인함.
- C Mackenzie Brown (1990). 《The Triumph of the Goddess: The Canonical Models and Theological Visions of the Devi-Bhagavata Purana》. State University of New York Press. ISBN 978-0-7914-0364-8. 2019년 12월 26일에 원본 문서에서 보존된 문서. 2017년 2월 15일에 확인함.
- Cheever Mackenzie Brown (1998). 《The Devi Gita: The Song of the Goddess: A Translation, Annotation, and Commentary》. State University of New York Press. ISBN 978-0-7914-3939-5. 2019년 12월 24일에 원본 문서에서 보존된 문서. 2017년 2월 15일에 확인함.
- Thomas B. Coburn (1991). 《Encountering the Goddess: A translation of the Devi-Mahatmya and a Study of Its Interpretation》. State University of New York Press. ISBN 978-0-7914-0446-1. 2017년 2월 5일에 원본 문서에서 보존된 문서. 2017년 2월 15일에 확인함.
- Thomas B. Coburn (2002). 《Devī Māhātmya, The Crystallization of the Goddess Tradition》. South Asia Books. ISBN 81-208-0557-7. 2021년 12월 9일에 원본 문서에서 보존된 문서. 2017년 2월 15일에 확인함.
- Parthasarathy, V. R. (2009). 《Devi: Goddesses in Indian Art and Literature》. Bharatiya Kala Prakashan. ISBN 978-8-1809-0203-1. 2022년 10월 1일에 원본 문서에서 보존된 문서. 2020년 11월 18일에 확인함.
- Charles Russell Coulter; Patricia Turner (2013). 《Encyclopedia of Ancient Deities》. Routledge. ISBN 978-1-135-96397-2. 2021년 10월 26일에 원본 문서에서 보존된 문서. 2017년 2월 15일에 확인함.
- Paul Reid-Bowen (2012).  Denise Cush; Catherine Robinson; Michael York, 편집. 《Encyclopedia of Hinduism》. Routledge. ISBN 978-1-135-18979-2. 2016년 12월 24일에 원본 문서에서 보존된 문서. 2017년 2월 15일에 확인함.
- Alain Daniélou (1991). 《The Myths and Gods of India: The Classic Work on Hindu Polytheism from the Princeton Bollingen Series》. Inner Traditions / Bear & Co. ISBN 978-0-89281-354-4.
- Wendy Doniger (1999). 《Merriam-Webster's Encyclopedia of World Religions》. Merriam-Webster. ISBN 978-0-87779-044-0.
- Robert S Ellwood; Gregory D Alles (2007). 《The Encyclopedia of World Religions》. Infobase Publishing. ISBN 978-1-4381-1038-7. 2017년 2월 17일에 원본 문서에서 보존된 문서. 2017년 2월 15일에 확인함.
- Lynn Foulston; Stuart Abbott (2009). 《Hindu Goddesses: Beliefs and Practices》. Sussex Academic Press. ISBN 978-1-902210-43-8.
- Constance Jones; James D Ryan (2006). 《Encyclopedia of Hinduism》. Infobase Publishing. ISBN 978-0-8160-7564-5. 2017년 3월 23일에 원본 문서에서 보존된 문서. 2017년 2월 15일에 확인함.
- David R Kinsley (1989). 《The Goddesses' Mirror: Visions of the Divine from East and West》. State University of New York Press. ISBN 978-0-88706-835-5. 2017년 2월 17일에 원본 문서에서 보존된 문서. 2017년 2월 15일에 확인함.
- David Kinsley (1998) [First published 1986]. 《Hindu Goddesses: Visions of the Divine Feminine in the Hindu Religious Tradition》. Motilal Banarsidass Publications. ISBN 978-81-208-0394-7. 2020년 10월 28일에 원본 문서에서 보존된 문서. 2015년 11월 26일에 확인함.
- David Kinsley (1997). 《Tantric Visions of the Divine Feminine: The Ten Mahavidyas》. University of California Press. ISBN 978-0-520-91772-9.
- Donald J LaRocca (1996). 《The Gods of War: Sacred Imagery and the Decoration of Arms and Armor》. Metropolitan Museum of Art. ISBN 978-0-87099-779-2.
- James G Lochtefeld (2002). 《The Illustrated Encyclopedia of Hinduism: A-M》. The Rosen Publishing Group. ISBN 978-0-8239-3179-8.
- June McDaniel (2004). 《Offering Flowers, Feeding Skulls: Popular Goddess Worship in West Bengal》. Oxford University Press. ISBN 978-0-19-534713-5. 2017년 1월 4일에 원본 문서에서 보존된 문서. 2015년 11월 26일에 확인함.
- Rachel Fell McDermott (2001). 《Mother of My Heart, Daughter of My Dreams: Kali and Uma in the Devotional Poetry of Bengal》. Oxford University Press. ISBN 978-0-19-803071-3. 2017년 2월 17일에 원본 문서에서 보존된 문서. 2017년 2월 15일에 확인함.
- Flood, Gavin (1996). 《An Introduction to Hinduism》. Cambridge: 케임브리지 대학교 출판부. ISBN 0-521-43878-0.
- Malcolm McLean (1998). 《Devoted to the Goddess: The Life and Work of Ramprasad》. State University of New York Press. ISBN 978-0-7914-3689-9. 2017년 2월 17일에 원본 문서에서 보존된 문서. 2017년 2월 15일에 확인함.
- Patricia Monaghan (2011). 《Goddesses in World Culture》. ABC-CLIO. ISBN 978-0-313-35465-6. 2017년 2월 17일에 원본 문서에서 보존된 문서. 2017년 2월 15일에 확인함.
- Sree Padma (2014). 《Inventing and Reinventing the Goddess: Contemporary Iterations of Hindu Deities on the Move》. Lexington Books. ISBN 978-0-7391-9002-9. 2021년 8월 16일에 원본 문서에서 보존된 문서. 2017년 2월 15일에 확인함.
- Charles Phillips; Michael Kerrigan; David Gould (2011). 《Ancient India's Myths and Beliefs》. The Rosen Publishing Group. ISBN 978-1-4488-5990-0. 2017년 2월 17일에 원본 문서에서 보존된 문서. 2017년 2월 15일에 확인함.
- Ludo Rocher (1986). 《The Puranas》. Otto Harrassowitz Verlag. ISBN 978-3447025225.
- 센 람프라사드 (1720–1781). Grace and Mercy in Her Wild Hair: Selected Poems to the Mother Goddess. Hohm Press. ISBN 0-934252-94-7.
- Hillary Rodrigues (2003). 《Ritual Worship of the Great Goddess: The Liturgy of the Durga Puja with Interpretations》. SUNY Press. ISBN 978-0-7914-8844-7. 2020년 11월 8일에 원본 문서에서 보존된 문서. 2017년 2월 15일에 확인함.
- Brown, C. Mackenzie (1990). 《The Triumph of the Goddess: The Canonical Models and Theological Visions of the Devi-Bhagavata Purana》. SUNY Press. ISBN 9780791403648. 2019년 12월 26일에 원본 문서에서 보존된 문서. 2017년 2월 15일에 확인함.
- “Durga - Hindu mythology”. 《Encyclopedia Britannica》. 2015년 2월 19일. 2017년 5월 7일에 원본 문서에서 보존된 문서. 2017년 2월 15일에 확인함.
- Isaeva, N. V. (1993), 《Shankara and Indian Philosophy》, SUNY Press, ISBN 978-0791412817, 2020년 1월 14일에 원본 문서에서 보존된 문서, 2020년 10월 18일에 확인함
- Pintchman, Tracy (2014), 《Seeking Mahadevi: Constructing the Identities of the Hindu Great Goddess》, SUNY Press, ISBN 978-0791490495, 2020년 8월 19일에 원본 문서에서 보존된 문서, 2020년 10월 18일에 확인함
- Chiulli, M. C. Kalavati (2007), 《Hairakhandi Mantra & Bhajans》, J. Amba Edizioni publishing house, ISBN 978-8886340465, 2021년 1월 26일에 원본 문서에서 보존된 문서, 2020년 10월 18일에 확인함